# .lt
Pour les articles homonymes, voir LT.
.lt est le domaine de premier niveau national (country code top level domain : ccTLD) attribué à la Lituanie. Il est géré par l'Université de Technologie de Kaunas.